# Hermandad de la Magdalena (Elche)
La Cofradía de la Magdalena es una cofradía ilicitana cuyo nombre completo es Hermandad y Cofradía de Nazarenos del Santísimo Cristo de la Agonía, María Santísima de la Amargura y Santa María Magdalena.
La Cofradía consta de dos pasos, uno de misterio y otro de palio. Las imágenes fueron realizadas por el imaginero Valentín García Quinto entre 1989 y 1991.

## Santísimo Cristo de la Agonía y Santa María Magdalena
El misterio representa el momento en que Jesús habla con Santa María Magdalena arrodillada a los pies de la cruz.
Como curiosidad es el único cristo crucificado de Elche sin corona de espinas.

## Nuestra Señora de la Amargura
La imagen representa una dolorosa de vestir bajo palio.